# 埃夫朗
埃夫朗（法語：Évran，法語發音：[evʁɑ̃]）是法国阿摩尔滨海省的一个市镇，位于该省东部，属于迪南区。

## 地理
埃夫朗（48°22'57"N, 1°58'51"W）面积23.56 平方千米，位于法国布列塔尼大區阿摩尔滨海省，该省份为法国西北部沿海省份，位于布列塔尼半岛北部，北濒大西洋英吉利海峡，西接菲尼斯泰尔省，南至莫尔比昂省，东临伊勒-维莱讷省。
与埃夫朗接壤的市镇（或旧市镇、城区）包括：卡洛尔冈、莱尚热罗、普卢阿讷、勒基乌、圣安德烈德索、圣瑞多斯、普莱斯代尔、特雷韦里安。

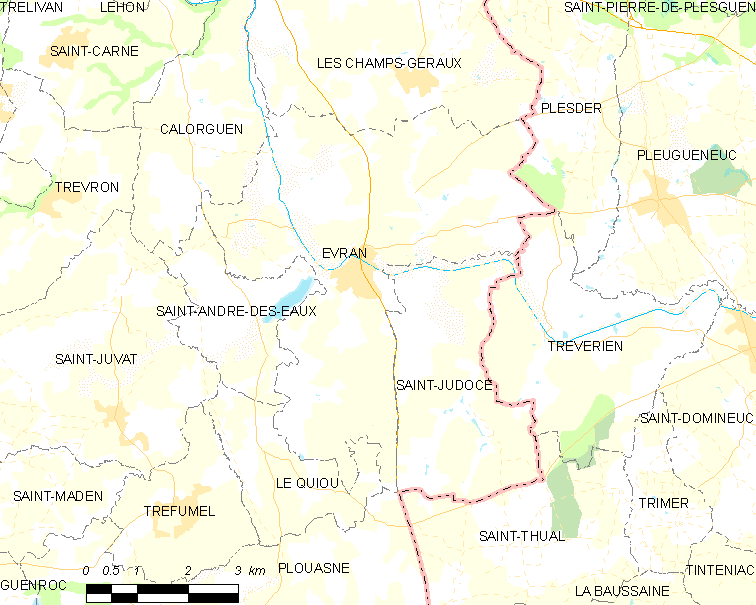
埃夫朗的OSM定位图

埃夫朗的时区为UTC+01:00、UTC+02:00（夏令时）。

## 行政
埃夫朗的邮政编码为22630，INSEE市镇编码为22056。

## 政治
埃夫朗所属的省级选区为朗瓦莱县。

## 人口

1962-2008年间埃夫朗人口变化图示

埃夫朗于2022年1月1日时的人口数量为1787人。